# Dalasam
Dalasam (persiska: دلسم, دَلَسم, دِلسَم) är en ort i Iran.   Den ligger i provinsen Mazandaran, i den norra delen av landet, 80 km norr om huvudstaden Teheran. Dalasam ligger 1 447 meter över havet och antalet invånare är 166.
Terrängen runt Dalasam är bergig norrut, men söderut är den kuperad. Terrängen runt Dalasam sluttar västerut. Runt Dalasam är det ganska tätbefolkat, med 80 invånare per kvadratkilometer. Närmaste större samhälle är Najjār Deh, 18,5 km norr om Dalasam. Trakten runt Dalasam består i huvudsak av gräsmarker.